# Антіріо
Антіріо (грец. Αντίρριο) — колишній муніципалітет у номі Етолія і Акарнанія, Західна Греція. З серпня 2004 року Антіріо поєднано з містечком Ріо за допомогою мосту.

## Населення
Динаміка населення міста за роками
| Рік  | Муніципальний округ | Муніципалітет |
| ---- | ------------------- | ------------- |
| 1981 | 916                 | -             |
| 1991 | 676                 | 2,531         |
| 2001 | 1,100               | -             |